# 青沼村
青沼村（あおぬまむら）は長野県南佐久郡にあった村。現在の佐久市入澤・平林および佐久穂町大字平林にあたる。

## 地理
- 河川：千曲川

## 歴史
- 1889年（明治22年）4月1日 - 町村制の施行により、入沢村・平林村の区域をもって発足。
- 1956年（昭和31年）9月30日 - 田口村と合併して田口青沼村が発足。同日青沼村廃止。
- 1957年（昭和32年）4月1日 - 田口青沼村が臼田町と合併し、改めて臼田町が発足。
- 1959年（昭和34年）4月1日 - 臼田町のうち旧村域の一部（大字平林のうち曽原・羽黒下・平林。現在佐久市の飛地となっている岩水を除く）を住民投票の末に佐久町に編入。

## 交通

### 鉄道路線
- 日本国有鉄道
  - 小海線
    - 羽黒下駅 - 青沼駅